# Autorette
Autorette war eine französische Automarke.

## Unternehmensgeschichte
Das Unternehmen Guerry et Bourguignon aus Paris, das bereits bis 1907 Automobile herstellte, begann 1913 mit der Produktion von Automobilen mit dem Markennamen Autorette. 1914 endete die Produktion.

## Fahrzeuge
Das einzige Modell war ein Cyclecar. Es war mit einem Zweizylindermotor mit entweder 1000 cm³ oder 1100 cm³ Hubraum ausgestattet.